# 第9航空団
第9航空団（だい9こうくうだん、英称：9th Air Wing）とは、航空自衛隊航空総隊隷下の南西航空方面隊に属しているジェット戦闘機の運用を主体とする部隊のひとつである。司令部は那覇基地（沖縄県那覇市）に所在している。

## 概要
1972年（昭和47年）、沖縄返還にともない那覇基地に編成された第83航空隊を前身としており、主に南西諸島地域の領空に接近・侵入してくる国籍不明機に対しての対領空侵犯措置を実施するとともに、那覇基地の管理業務を担当している。訓練空域の管轄権が沖縄駐留米軍にあり訓練日程が週一回の協議で設定され常に調整が必要であることが特色として挙げられる。
安全保障環境の変化に伴い、2010年（平成22年）12月17日に閣議決定・公開された防衛計画の大綱および新中期防に基づき、当基地に既存の戦闘機部隊1個を移動させ、2個飛行隊編成とした上で第83航空隊から「第9航空団」（仮称）に改編することが決定した。
2015年度版の防衛白書において、航空団への改編は同年度末とすることが記載された。
飛行隊の増強については「実効的な抑止や対処を実現するための前提となる航空優勢の獲得、維持が可能となる」としている。
「第9航空団」への改編は2016年（平成28年）1月26日の閣議を経て1月31日に行われることが発表され、1月31日に編成完結式が那覇基地において行われた。

## 沿革
- 1972年（昭和47年）
  - 5月15日 - 沖縄返還。
  - 10月11日 - 「臨時第83航空隊」として発足。
  - 11月10日 - 百里基地から第207飛行隊（F-104J）が移駐し、隷下に編入。
- 1973年（昭和48年）10月16日 - 南西航空混成団新編に伴い、同団隷下に編入され、臨時第83航空隊から「第83航空隊」に改称。
- 1984年（昭和59年）10月25日 - 部隊改編。

1. 那覇基地隊を廃止、第83航空隊基地業務群を新編。
2. 那覇基地隊隷下にあった補給隊は、整備群が整備補給群への改編により、同群隷下となる。
3. 那覇基地司令職を航空隊司令が兼補。

- 1985年（昭和60年）11月26日 - 千歳基地から第302飛行隊（F-4EJ）が移駐し、隷下に編入。
- 1986年（昭和61年）3月19日 - 第207飛行隊（F-104J）が廃止。
- 1995年（平成07年）- 戦闘機部隊の運用機種を更新（F-4EJ改）。
- 2005年（平成17年）3月 - 第83基地防空隊を新編。
- 2009年（平成21年）
  - 1月8日 - 百里基地から第204飛行隊（F-15J/DJ）が移駐し、隷下に編入。
  - 3月13日 - 第302飛行隊（F-4）が百里基地へ移駐。
- 2016年（平成28年）1月31日 - 「第83航空隊」を廃止し、「第9航空団」が新編[6]。

1. 築城基地から第304飛行隊（F-15J/DJ）が移駐し隷下に編入。
2. F-15J/DJ戦闘機を2倍の約40機（2個飛行隊）体制に増強。人員も300人増員し、約1500人体制となる。

- 2024年（令和06年）3月21日 - 整備補給群検査隊を整備隊に、基地業務群通信隊をサイバー運用隊に改編。

## 部隊編成
- 第9航空団司令部
  - 監理部
  - 人事部
  - 防衛部
  - 装備部
  - 安全班
  - 衛生班
  - 副官
- 飛行群
  - 第204飛行隊 : F-15J/DJ、T-4
  - 第304飛行隊 : F-15J/DJ、T-4
  - 南西支援飛行班：T-4
- 整備補給群
  - 整備隊
  - 装備隊
  - 修理隊
  - 車両器材隊
  - 補給隊
- 基地業務群
  - 第9基地防空隊：基地防空用地対空誘導弾・91式携帯地空誘導弾
  - 飛行場勤務隊
  - 施設隊
  - サイバー運用隊
  - 管理隊
  - 業務隊
  - 会計隊
  - 衛生隊

## 主要幹部
| 官職名                        | 階級    | 氏名     | 補職発令日     | 前職                                                  |
| ----------------------------- | ------- | -------- | -------------- | ----------------------------------------------------- |
| 第9航空団司令 兼 那覇基地司令 | 空将補  | 霜田豊英 | 2025年03月24日 | 飛行開発実験団司令                                    |
| 副司令                        | 1等空佐 | 門田大輔 | 2024年02月12日 | 航空幕僚監部運用支援・情報部運用支援課 運用支援調整官 |
| 飛行群司令                    | 1等空佐 | 高倉征宏 | 2023年10月23日 | 航空総隊司令部防衛部訓練課長                          |
| 整備補給群司令                | 1等空佐 | 秋山明彦 | 2025年03月24日 | 第3輸送航空隊副司令                                   |
| 基地業務群司令                | 1等空佐 | 中野優   | 2024年12月20日 | 航空幕僚監部装備計画部装備課 調達管理班長             |

| 代                            | 氏名                          | 在職期間                      | 出身校・期                    | 前職                                               | 後職                                    |
| 臨時第83航空隊司令（1等空佐） | 臨時第83航空隊司令（1等空佐） | 臨時第83航空隊司令（1等空佐） | 臨時第83航空隊司令（1等空佐） | 臨時第83航空隊司令（1等空佐）                      | 臨時第83航空隊司令（1等空佐）           |
| ----------------------------- | ----------------------------- | ----------------------------- | ----------------------------- | -------------------------------------------------- | --------------------------------------- |
| -                             | 村上英士                      | 1972.10.11 - 1973.10.15       | 陸士58期                      | 臨時那覇派遣隊                                     | 第83航空隊司令                          |
| 第83航空隊司令                |                               |                               |                               |                                                    |                                         |
| 01                            | 村上英士 （1等空佐）          | 1973.10.16 - 1974.2.15        | 陸士58期                      | 臨時第83航空隊司令                                 | 航空総隊司令部監察官                    |
| 02                            | 上垣 済 （1等空佐）           | 1974.2.16 - 1975.7.15         | 海兵73期                      | 西部航空方面隊司令部監察官                         | 航空自衛隊幹部学校研究部員              |
| 03                            | 山下兼之 （1等空佐）          | 1975.7.16 - 1977.3.15         | 海兵73期                      | 中部航空方面隊司令部防衛部長                       | 航空総隊司令部防衛部長                  |
| 04                            | 坂井政英 （1等空佐）          | 1977.3.16 - 1978.7.31         | 海兵75期                      | 第3航空団副司令                                    | 航空自衛隊幹部学校勤務                  |
| 05                            | 金井喜一 （1等空佐）          | 1978.8.1 - 1979.7.31          | 武蔵工大 昭和27年卒           | 第83航空隊副司令                                   | 航空総隊司令部飛行隊司令                |
| 06                            | 西原幸男 （1等空佐）          | 1979.8.1 - 1980.4.30          | 室蘭工大 昭和30年卒           | 航空自衛隊幹部学校教官                             | 保安管制気象団司令部勤務                |
| 07                            | 中林啓之 （1等空佐）          | 1980.5.1 - 1982.3.15          | 中央大学・ 5期幹候            | 第1輸送航空隊司令                                  | 第13飛行教育団司令                      |
| 08                            | 野村芳久 （1等空佐）          | 1982.3.16 - 1983.6.30         | 法政大学・ 7期幹候            | 西部航空方面隊司令部防衛部長                       | 第3航空団司令 兼 三沢基地司令           |
| 09                            | 生越龍生                      | 1983.7.1 - 1985.6.30          | 防大2期                       | 航空幕僚監部調査部調査第2課長 →1984.8.1 空将補昇任 | 航空幕僚監部防衛部副部長                |
| 10                            | 武石榮三                      | 1985.7.1 - 1987.7.6           | 防大2期                       | 航空総隊司令部防衛部長                             | 第4航空団司令 兼 松島基地司令           |
| 11                            | 小田康夫                      | 1987.7.7 - 1988.7.6           | 防大3期                       | 航空総隊司令部防衛部長                             | 航空安全管理隊司令                      |
| 12                            | 中島敏行                      | 1988.7.7 - 1989.6.29          | 明治大学・ 7期幹候            | 第11飛行教育団司令 兼 静浜基地司令                 | 退職                                    |
| 13                            | 武田 清                       | 1989.6.30 - 1991.3.15         | 防大8期                       | 航空幕僚監部人事教育部人事課長                     | 第2航空団司令 兼 千歳基地司令           |
| 14                            | 坂田 勉                       | 1991.3.16 - 1992.3.15         | 防大3期                       | 航空警務隊司令                                     | 退職                                    |
| 15                            | 藤原信博                      | 1992.3.16 - 1994.3.22         | 防大7期                       | 中部航空方面隊司令部防衛部長 →1992.4.1 空将補昇任  | 第7航空団司令 兼 百里基地司令           |
| 16                            | 平田伸成                      | 1994.3.23 - 1996.8.24         | 防大10期                      | 航空幕僚監部防衛部運用課長                         | 航空総隊司令部防衛部長                  |
| 17                            | 中司 崇                       | 1996.3.25 - 1998.3.25         | 防大10期                      | 第1輸送航空隊司令 兼 小牧基地司令                  | 航空救難団司令                          |
| 18                            | 佐藤裕紀夫                    | 1998.3.26 - 1999.7.8          | 防大12期                      | 第13飛行教育団司令                                 | 第7航空団司令 兼 百里基地司令           |
| 19                            | 藤井泰司                      | 1999.7.9 - 2001.3.26          | 防大17期                      | 航空安全管理隊司令                                 | 統合幕僚会議事務局第3幕僚室長           |
| 20                            | 双石芳則                      | 2001.3.27 - 2002.3.21         | 防大16期                      | 防空指揮群司令 兼 府中基地司令                     | 中部航空警戒管制団司令 兼 入間基地司令  |
| 21                            | 内田雅寛                      | 2002.3.22 - 2003.3.26         | 防大20期                      | 航空幕僚監部監理部会計課長                         | 航空自衛隊第3術科学校長 兼 芦屋基地司令 |
| 22                            | 彌田 清                       | 2003.3.27 - 2005.1.11         | 防大21期                      | 航空幕僚監部人事教育部補任課長                     | 第1航空団司令 兼 浜松基地司令           |
| 23                            | 滝脇博之                      | 2005.1.12 - 2006.3.26         | 防大18期                      | 警戒航空隊司令                                     | 第1航空団司令 兼 浜松基地司令           |
| 24                            | 半澤隆彦                      | 2006.3.27 - 2008.7.31         | 防大24期                      | 航空幕僚監部防衛部防衛課長                         | 防衛監察本部監察官                      |
| 25                            | 宮川正                        | 2008.8.1 - 2010.12.23         | 日本大学・ 72期幹候           | 航空幕僚監部防衛部                                 | 航空幕僚監部運用支援・情報部長          |
| 26                            | 山田真史                      | 2010.12.24 - 2012.3.29        | 防大28期                      | 航空幕僚監部運用支援・情報部 運用支援課長          | 航空総隊司令部防衛部長                  |
| 27                            | 増子 豊                       | 2012.3.30 - 2013.8.21         | 防大29期                      | 航空幕僚監部運用支援・情報部 運用支援課長          | 航空総隊司令部防衛部長                  |
| 28                            | 鈴木康彦                      | 2013.8.22 - 2015.8.3          | 防大32期                      | 航空幕僚監部人事教育部補任課長                     | 航空総隊司令部防衛部長                  |
| 末                            | 川波清明                      | 2015.8.4 - 2016.1.30          | 防大32期                      | 航空幕僚監部運用支援・情報部 運用支援課長          | 第9航空団司令                           |
| 第9航空団司令                 |                               |                               |                               |                                                    |                                         |
| 01                            | 川波清明                      | 2016.1.31 - 2017.12.19        | 防大32期                      | 第83航空隊司令                                     | 航空幕僚監部運用支援・情報部長          |
| 02                            | 稲月秀正                      | 2017.12.20 - 2020.8.24        | 防大35期                      | 航空幕僚監部運用支援・情報部 運用支援課長          | 航空幕僚監部運用支援・情報部長          |
| 03                            | 高石景太郎                    | 2020.8.25 - 2023.3.29         | 明治大学・ 84期幹候           | 航空幕僚監部人事教育部補任課長                     | 航空幕僚監部運用支援・情報部長          |
| 04                            | 鈴木繁直                      | 2023.3.30 - 2025.3.23         | 上智大学・ 83期幹候           | 航空教育集団司令部教育部長                         | 第7航空団司令 兼 百里基地司令           |
| 05                            | 霜田豊英                      | 2025.3.24 -                   | 防大38期                      | 飛行開発実験団司令                                 |                                         |